# Fachschule für Agrarwirtschaft Landshut-Schönbrunn
Die Staatliche Fachschule für Agrarwirtschaft Landshut-Schönbrunn bereitet Gärtner auf die Meisterprüfung vor. Die Schule wurde 1990 gegründet und ist Bestandteil des Agrarbildungszentrums Landshut-Schönbrunn. Sachaufwandsträger ist der Bezirk Niederbayern. Das Lehrpersonal wird vom Bayerischen Landwirtschaftsministerium gestellt.

## Fachrichtungen
Die Fachschule bereitet auf die Meisterprüfung in folgenden Fachrichtungen vor:
- Garten- und Landschaftsbau
- Zierpflanzenbau
- Staudengärtnerei, Staudenbau
- Friedhofsgartenbau

### Garten- und Landschaftsbau
Der Schulbesuch in dieser Fachrichtung erfolgt entweder in zwei Wintern jeweils von November bis März. Dies kommt der witterungsabhängigen Tätigkeit von Landschaftsgärtnern entgegen. Im Sommer arbeiten die Studierenden wieder in den Betrieben. An fünfzehn Tagen im Sommer finden Exkursionen zu Ausführungsbetrieben und Zulieferern des Garten- und Landschaftsbaues statt.
Eine weitere Möglichkeit ist die Ganzjahresschule von September bis Juli. Auf diese Weise kommen die Studierenden besonders schnell zum Abschluss.

### Marketing und Gestaltung – Zierpflanzenbau
Diese Fachrichtung ist für Gärtner interessant, für die die Präsentation und Vermarktung von Zierpflanzen besonders wichtig sind. Die Kenntnisse und Fähigkeiten zur Produktion von Zierpflanzen stehen ebenso im Vordergrund dieser Fachrichtung. Der Schulbesuch beginnt im September, dauert bis Juli des folgenden Jahres und endet mit der Meisterprüfung. Der berufsständische Abschluss führt zum/zur Gärtnermeister/in der Fachrichtung Zierpflanzenbau.

### Friedhofsgartenbau und Staudengärtnerei
Die Vorbereitung auf diese Fachrichtungen erfolgt bei Bedarf. Der Unterricht findet im Wesentlichen zusammen mit der Fachrichtung Zierpflanzenbau statt. Das fachrichtungsbezogene Wissen wird in Kleingruppen vermittelt.

## Zugangsvoraussetzungen
Aufbauend auf einem gärtnerischen oder landwirtschaftlichen Berufsabschluss müssen zum Schulbeginn mindestens 24 Monate Berufspraxis nachgewiesen werden.

## Kosten
Der Besuch der Fachschule ist kostenfrei. Für Exkursionen, Fachbücher und Prüfungsgebühren sind von den Studierenden ca. 1300 Euro aufzubringen. Hinzu kommen mögliche Kosten für Unterkunft und Verpflegung. Es gibt Fördermöglichkeiten mit dem Schüler- und Meister-BAföG sowie mit einem Bildungskredit.

## Prüfungsinhalte
Die Inhalte der Gärtnermeisterprüfung sind bundesweit einheitlich geregelt. Grundlage ist die Verordnung über die Anforderungen in der Meisterprüfung für den Beruf Gärtner/Gärtnerin (zuletzt geändert am 29. Oktober 2008). Die Meisterprüfung besteht aus drei Teilen:
- Gärtnerisches Fachwissen: Der Prüfungsteil Produktion, Dienstleistung und Vermarktung umfasst das gärtnerische Wissen der gewählten Fachrichtung.
- Betriebs- und Unternehmensführung: Um den unternehmerischen Erfolg zu gewährleisten, werden Kenntnisse im Bereich der Betriebswirtschaft, Rechts- und Sozialkunde sowie des Steuerwesens vermittelt.
- Berufsausbildung und Mitarbeiterführung: Der Meisterbrief ist ein Nachweis der Ausbildereignung. Die Rechtsgrundlagen sind ebenso wichtig wie die Fähigkeit der Selbsteinschätzung und Mitarbeitermotivation.

## Bildungsziel
Die Fachschule bereitet auf zwei Abschlüsse vor: Das Ergebnis der Meisterprüfung wird wesentlich von der Leistung zum Zeitpunkt der mündlichen und schriftlichen Prüfung bestimmt. Die Prüfung erfolgt durch den berufsständischen Meisterprüfungsausschuss. Für die Meisterprüfung ist der Schulbesuch nicht zwingend erforderlich – die Erfolgsaussichten ohne Schulbesuch sind jedoch geringer. Das Prüfungsergebnis des/der „Staatlich geprüften Wirtschafters/in“ ergibt sich aus den Noten der Leistungsnachweise während des Schulbesuchs. In dem Abschluss spiegelt sich daher die Leistung über einen längeren Zeitraum wider. Der Meisterbrief ist in Bayern seit 2008 gleichwertig mit der Fachhochschulreife. Damit ist ein fachbezogenes oder betriebswirtschaftliches Studium möglich.